# Alfons Maria Liguori

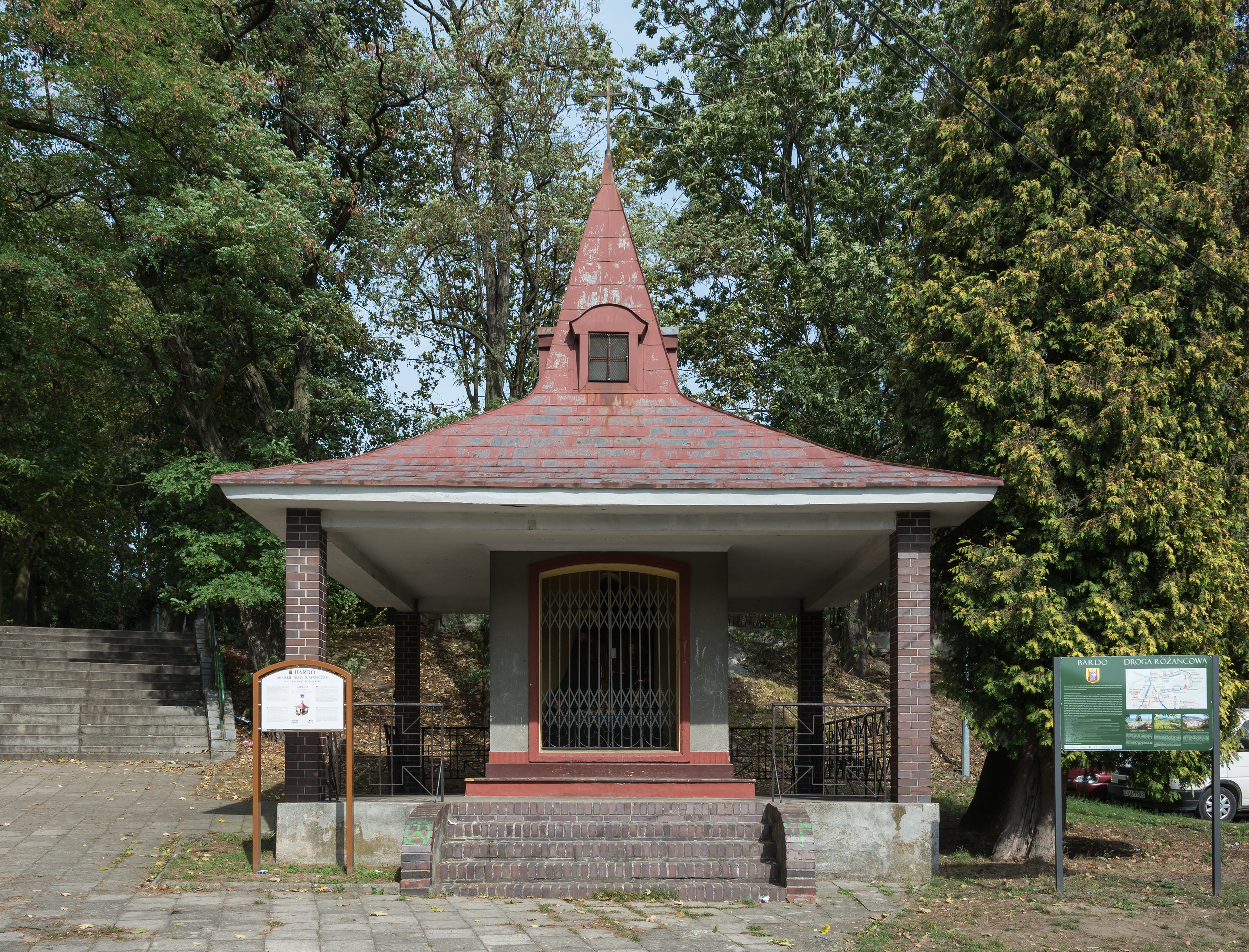
Kaplica św. Alfonsa Liguori w Bardzie

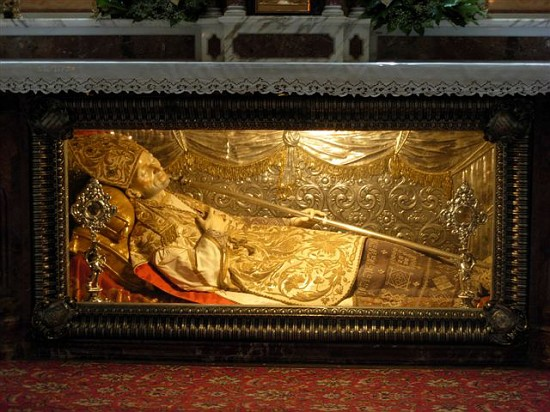
Relikwie św. Alfonsa Liguori w Pagani

Alfons Maria Liguori (ur. 27 września 1696 w Marianelli koło Neapolu, zm. 1 sierpnia 1787 w Pagani koło Neapolu) – włoski duchowny katolicki, założyciel redemptorystów, biskup, kaznodzieja, poeta, kompozytor, prawnik, święty Kościoła katolickiego, doktor Kościoła.
9 listopada 1732 roku założył Zgromadzenie Najświętszego Odkupiciela, zwane Redemptorystami. W 1762 został mianowany biskupem Sant'Agata dei Goti. Jako znakomity pisarz, za życia opublikował dziewięć wydań swojej Teologii moralnej, oprócz innych dzieł i listów nabożnych i ascetycznych. Wśród jego najbardziej znanych dzieł są Chwała Maryi i Droga Krzyżowa, ta ostatnia nadal używana jest w parafiach podczas nabożeństw wielkopostnych.
Św. Alfons Maria Liguori został kanonizowany w 1839 r. przez papieża Grzegorza XVI oraz ogłoszony doktorem Kościoła przez papieża Piusa IX w 1871 r. Jeden z najpoczytniejszych autorów katolickich, patron spowiedników i profesorów teologii moralnej.

## Życiorys
Syn neapolitańskiego arystokraty Józefa i Anny, najstarszy z ośmiorga rodzeństwa. Był niezwykle uzdolniony w dziedzinie literatury, malarstwa, architektury i muzyki. Jego kolędy są do dziś popularne we Włoszech. W 1754 roku skomponował najpopularniejszą włoską kolędę Tu scendi dalle stelle (pol. Zstąpiłeś z gwiazd dalekich), o której Giuseppe Verdi powiedział, że bez niej Święta Bożego Narodzenia nie byłyby pamiątką o Bożym Narodzeniu.
Gdy ukończył 16 lat zdobył podwójny doktorat z prawa świeckiego i kościelnego. Stał się cenionym adwokatem. W wyniku uknutej intrygi przegrał prowadzony proces sądowy. Wstąpił do seminarium i w wieku 30 lat został księdzem. Postanowił poświęcić się Bogu i ludziom, pracując w najbiedniejszej części Neapolu oraz miasteczku Scala. Szokiem dla Alfonsa była nie tylko nędza materialna, ale i duchowa ludzi tam mieszkających. W rejonie położonym nieopodal Watykanu ludzie nie umieli się modlić i nic nie wiedzieli o Bogu. Zasłynął wtedy jako kaznodzieja, który w prosty i przystępny sposób wykładał prawdy wiary i mówił o Bogu, gromadząc rzesze wiernych. W Neapolu założył pierwsze duszpasterstwo młodzieżowe. W pracy z młodymi ludźmi używał metod współczesnych (komponował piosenki, grał na gitarze).
Widząc ogromną ludzką biedę i panującą ignorancję religijną, założył w 1732 Zgromadzenie Redemptorystów – wspólnotę posłaną do najbardziej opuszczonych i ubogich. Zasługi związane z tą działalnością sprawiły, że w 1762 z rąk papieża Klemensa XIII otrzymał sakrę biskupią, zostając ordynariuszem diecezji Sant’Agata de’ Goti. Aby uprosić błogosławieństwo w posłudze biskupiej, udał się w pierwszą podróż w swoim życiu, pielgrzymując do Loreto. Z młodzieńczym zapałem, mimo swoich 66 lat, rozpoczął pracę w diecezji. Swoją skromnością, przepięknymi kazaniami i troską o ludzi biednych porywał tłumy ludzi oraz przyciągnął do kościoła nowych wiernych. W czasie głodu panującego we Włoszech sprzedał swoje naczynia i sprzęty, kupując za nie chleb dla biednych.
Wyniszczony latami życia w niezdrowym klimacie i latami surowych umartwień (ograniczał pożywienie, nosił włosiennicę, kilka szkaplerzy – dwa z nich wymienia z nazwy: szkaplerz karmelitański i szkaplerz Niepokalanego Poczęcia N. M. P.), złożył rezygnację z kierowania diecezją i zrzekł się godności biskupiej, by następne 13 lat spędzić w wielkich cierpieniach fizycznych i duchowych, które znosił z pokorą i poddaniem się woli Boga.
Zmarł 1 sierpnia 1787 w Pagani koło Neapolu, w otoczeniu kilku swoich współbraci zakonnych – redemptorystów.
Duchowość świętego i jego dzieło Umiłowanie Jezusa Chrystusa w życiu codziennym są obowiązkowo poznawane w seminariach duchownych oraz na studiach teologicznych dla świeckich w Kościele rzymskokatolickim.

## Główne dzieła
Św. Alfons Liguori napisał ponad 160 dzieł pobożnościowych, ascetycznych, apologetycznych, dydaktycznych, teologicznych, z których za najważniejsze uchodzą:
- Via della salute, 1766 (pol. Droga do świętości. O ćwiczeniach duchowych), dzieło o powszechnym powołaniu do świętości każdego człowieka i sposobach, w jaki można do niej dążyć głównie przez modlitwę.
- Pratica di amar Gesu Cristo (pol. Umiłowanie Jezusa Chrystusa w życiu codziennym) – najbardziej dojrzałe, ostatnie dzieło św. Alfonsa mówiące o tym, jak w codziennym życiu żyć blisko Pana Boga.
- Praktyczny przewodnik dla spowiednika. Aby dobrze sprawował swoją posługę – rady i wskazówki dla spowiadających kapłanów oraz wskazania podejścia do penitenta.
- Del predicare, 1737 (pol. O głoszeniu Słowa Bożego) – poradnik dla kaznodziejów głoszących kazania i misje święte.
- Modlitwa środek zbawienia, Zjednoczenie z Wolą Bożą, Poufny i nieustanny dialog z Bogiem, 1759 – w Polsce te trzy pozycje zostały wydane w formie jednej książki pt. Stając przed Bogiem – publikacje o kontakcie z Bogiem i rozmowie z Nim na modlitwie.
- Nawiedzenia Najświętszego Sakramentu, 1746, są to propozycje medytacji przed Najświętszym Sakramentem.
- Theologia moralis, 1748 (pol. Teologia moralna), jest to kompletny podręcznik teologii moralnej, stanowiący najpełniejszy wykład tej nauki z punktu widzenia Kościoła katolickiego (dzieło to nie doczekało się przekładów na inne języki).
- Glorie di Maria 1750 (pol. Uwielbienia Maryi), książeczka, tłumaczona na kilkadziesiąt języków, będąca zbiorem wypowiedzi Ojców Kościoła i innych świętych oraz duchownych na temat Maryi, opatrzona licznymi relacjami o cudach dokonanych przez nią bądź za jej wstawiennictwem.
- nauki o słuchaniu Mszy Świętej i częstej Komunii Świętej – pisma św. Alfonsa opracowane na początku XX w. przez bł. Ignacego Kłopotowskiego. Wydawane w formie osobnych książek, wielokrotnie wznawiane w pierwszej połowie XX w., co świadczy o ogromnej popularności wymienionych dzieł. Nauki św. Alfonsa zostały ponownie wydane w 2021 r. w książce pt. „Najświętsza Ofiara – nauka o Mszy Świętej wyjęta z pism wybitnych włoskich świętych” nakładem wydawnictwa Antyk Marcin Dybowski[5].
- O godności i obowiązkach kapłańskich – dzieło wielokrotnie wznawiane i popularne szczególnie w XIX i na początku XX wieku.

## Beatyfikacja, kanonizacja, patronat i dzień wspomnienia
Papież Pius VII beatyfikował go 15 września 1816 roku, a papież Grzegorz XVI kanonizował 26 maja 1839 roku.
Doktorem Kościoła ogłoszono go w 1871 roku.
Jest patronem spowiedników, adwokatów oraz teologów moralistów.
Wspomnienie liturgiczne św. Alfonsa de Liguori obchodzone jest w dzienną rocznicę śmierci (1 sierpnia).

## Ikonografia
W ikonografii przedstawiany jest habicie zakonnym lub stroju biskupim. Jego atrybutami są: anioł z pastorałem i mitrą nawiązujący do sprawowania funkcji biskupich, gołąb symbolizujący natchnienie Duchem Świętym, krzyż przypomina częste nawiązywanie w kazaniach do cierpień Chrystusa na krzyżu, księga to mądrość a pióro to przypomina o autorstwie licznych książek, różaniec i wizerunek Matki Bożej Nieustającej Pomocy nawiązuje do pobożności maryjnej i kultu maryjnego jakim oddawał się święty.